# 守口市の地名
- 大阪府 > 守口市 > 地名

守口市の地名では、大阪府守口市内に存在する地名およびその変遷について記す。

## 現在の町名等
守口市では、ごく一部の区域（大字高瀬）を除き、全域で住居表示に関する法律に基づく住居表示が実施されている。後述するように、住居表示実施以前にほぼ全ての区域で町名整理が行われている。
| 町名                 | 町名の読み                 | 住居表示実施年月日      | 住居表示実施直前の町名                                             | 備考       |
| -------------------- | -------------------------- | ----------------------- | ------------------------------------------------------------------ | ---------- |
| 暁町                 | あかつきちょう             | 1993年10月4日           | 暁町の全部                                                         |            |
| 祝町                 | いわいまち                 | 1994年8月1日            | 祝町の全部                                                         |            |
| 梅園町               | うめぞのちょう             | 1994年8月1日            | 梅園町の全部                                                       |            |
| 梅町                 | うめまち                   | 1993年10月4日           | 梅町の全部                                                         |            |
| 大枝北町             | おおえだきたまち           | 1995年10月2日           | 大枝北町の全部                                                     |            |
| 大枝西町             | おおえだにしまち           | 1994年8月1日            | 大枝西町の全部及び大枝南町の一部                                   |            |
| 大枝東町             | おおえだひがしまち         | 1995年10月2日           | 大枝東町の全部                                                     |            |
| 大枝南町             | おおえだみなみまち         | 1995年10月2日           | 大枝南町の全部                                                     |            |
| 大久保町一〜五丁目   | おおくぼちょう             | 1989年8月21日（三〜五） | 大久保町三〜五丁目の全部                                           |            |
| 大久保町一〜五丁目   | おおくぼちょう             | 1990年8月6日（一・二）  | 大久保町一・二丁目の全部                                           |            |
| 大庭町一・二丁目     | おおばちょう               | 1992年8月17日           | 大庭町一・二丁目の全部                                             |            |
| 大宮通一〜四丁目     | おおみやどおり             | 1995年10月2日           | 大宮通一〜四丁目の全部                                             |            |
| 梶町一〜四丁目       | かじまち                   | 1988年8月1日            | 梶町一〜四丁目の全部                                               |            |
| 春日町               | かすがちょう               | 1994年8月1日            | 春日町の全部                                                       |            |
| 金下町一・二丁目     | かねしたちょう             | 1993年10月4日（二）     | 金下町二丁目の全部                                                 |            |
| 金下町一・二丁目     | かねしたちょう             | 1994年8月1日（一）      | 金下町一丁目の全部                                                 |            |
| 神木町               | かみきちょう               | 1993年10月4日           | 神木町の全部                                                       |            |
| 河原町               | かわはらちょう             | 1994年8月1日            | 河原町の全部                                                       |            |
| 菊水通一〜四丁目     | きくすいどおり             | 1995年10月2日（一〜三） | 菊水通一〜三丁目の全部                                             |            |
| 菊水通一〜四丁目     | きくすいどおり             | 1996年8月5日（四）      | 菊水通四丁目の全部及び寺方本通三丁目の一部                         |            |
| 金田町一〜六丁目     | きんだちょう               | 1989年8月21日           | 金田町一・三〜六丁目の全部及び金田町二丁目、佐太東町二丁目の各一部 |            |
| 京阪北本通           | けいはんきたほんどおり     | 1993年10月4日           | 京阪北本通の全部                                                   |            |
| 京阪本通一・二丁目   | けいはんほんどおり         | 1993年10月4日（二）     | 京阪本通二丁目の全部                                               |            |
| 京阪本通一・二丁目   | けいはんほんどおり         | 1994年8月1日（一）      | 京阪本通一丁目の全部                                               |            |
| 寿町                 | ことぶきちょう             | 1994年8月1日            | 寿町の全部                                                         |            |
| 小春町               | こはるちょう               | 1994年8月1日            | 小春町の全部                                                       |            |
| 西郷通一〜四丁目     | さいごうどおり             | 1995年10月2日           | 西郷通一〜四丁目の全部                                             |            |
| 桜町                 | さくらまち                 | 1993年10月4日           | 桜町の全部                                                         |            |
| 佐太中町一〜七丁目   | さたなかまち               | 1991年8月5日            | 佐太中町一〜七丁目の全部                                           |            |
| 佐太西町一・二丁目   | さたにしまち               | 1991年8月5日            | 佐太西町一・二丁目の全部                                           |            |
| 佐太東町一・二丁目   | さたひがしまち             | 1989年8月21日（二）     | 佐太東町二丁目、金田町二丁目の各一部                               |            |
| 佐太東町一・二丁目   | さたひがしまち             | 1990年8月6日（一）      | 佐太東町一丁目の全部                                               |            |
| 早苗町               | さなえちょう               | 1994年8月1日            | 早苗町の全部                                                       |            |
| 下島町               | しもじまちょう             | 1993年10月4日           | 下島町の全部                                                       |            |
| 松月町               | しょうげつちょう           | 1993年10月4日           | 松月町の全部                                                       |            |
| 新橋寺町             | しんはしでらちょう         | 1993年10月4日           | 新橋寺町の全部                                                     |            |
| 寺内町一・二丁目     | じないちょう               | 1994年8月1日            | 寺内町一・二丁目の全部                                             |            |
| 外島町               | そとじまちょう             | 1993年10月4日           | 外島町の一部                                                       |            |
| 大字高瀬             | たかせ                     | 未実施                  |                                                                    | 高瀬錯雑地 |
| 高瀬町一〜五丁目     | たかせちょう               | 1994年8月1日（一・二）  | 高瀬町一・二丁目の全部                                             |            |
| 高瀬町一〜五丁目     | たかせちょう               | 1996年8月5日（三〜五）  | 高瀬町三〜五丁目の全部                                             |            |
| 滝井西町一〜三丁目   | たきいにしまち             | 1994年8月1日            | 滝井西町一〜三丁目の全部                                           |            |
| 滝井元町一〜三丁目   | たきいもとまち             | 1994年8月1日            | 滝井元町一〜三丁目の全部                                           |            |
| 竹町                 | たけまち                   | 1993年10月4日           | 竹町の全部                                                         |            |
| 竜田通一・二丁目     | たつたどおり               | 1993年10月4日           | 竜田通一・二丁目の全部                                             |            |
| 大日町一〜四丁目     | だいにちちょう             | 1991年8月5日            | 大日町一〜四丁目の全部                                             |            |
| 大日東町             | だいにちひがしまち         | 1990年8月6日            | 大日東町の全部                                                     |            |
| 大門町               | だいもんちょう             | 1994年8月1日            | 大門町の全部                                                       |            |
| 寺方錦通一〜四丁目   | てらかたにしきどおり       | 1996年8月5日            | 寺方錦通一〜四丁目の全部                                           |            |
| 寺方本通一〜四丁目   | てらかたほんどおり         | 1996年8月5日            | 寺方本通一・二丁目の全部及び寺方本通三・四丁目の各一部             |            |
| 寺方元町一〜四丁目   | てらかたもとまち           | 1996年8月5日            | 寺方元町一〜四丁目の全部                                           |            |
| 東光町一〜三丁目     | とうこうちょう             | 1995年10月2日（一・二） | 東光町一・二丁目の全部                                             |            |
| 東光町一〜三丁目     | とうこうちょう             | 1996年8月5日（三）      | 東光町三丁目の全部                                                 |            |
| 東郷通一〜三丁目     | とうごうどおり             | 1996年8月5日            | 東郷通一〜三丁目の全部及び寺方本通四丁目の一部                     |            |
| 藤田町一〜六丁目     | とうだちょう               | 1990年8月6日            | 藤田町一〜六丁目の全部                                             |            |
| 豊秀町一・二丁目     | とよひでちょう             | 1993年10月4日（二）     | 豊秀町二丁目の全部                                                 |            |
| 豊秀町一・二丁目     | とよひでちょう             | 1994年8月1日（一）      | 豊秀町一丁目の全部                                                 |            |
| 土居町               | どいちょう                 | 1994年8月1日            | 土居町の全部                                                       |            |
| 長池町               | ながいけちょう             | 1994年8月1日            | 長池町の全部                                                       |            |
| 日光町               | にっこうちょう             | 1993年10月4日           | 日光町の全部                                                       |            |
| 橋波西之町一〜三丁目 | はしばにしのちょう         | 1995年10月2日           | 橋波西之町一〜三丁目の全部                                         |            |
| 橋波東之町一〜四丁目 | はしばひがしのちょう       | 1995年10月2日           | 橋波東之町一〜四丁目の全部                                         |            |
| 浜町一・二丁目       | はままち                   | 1993年10月4日           | 浜町一・二丁目の全部                                               |            |
| 馬場町一〜三丁目     | ばばちょう                 | 1994年8月1日（一）      | 馬場町一丁目の全部                                                 |            |
| 馬場町一〜三丁目     | ばばちょう                 | 1996年8月5日（二・三）  | 馬場町二・三丁目の全部                                             |            |
| 東町一・二丁目       | ひがしまち                 | 1990年8月6日            | 東町一・二丁目の全部                                               |            |
| 日向町               | ひゅうがちょう             | 1993年10月4日           | 日向町の全部                                                       |            |
| 日吉町一・二丁目     | ひよしちょう               | 1993年10月4日（二）     | 日吉町二丁目の全部                                                 |            |
| 日吉町一・二丁目     | ひよしちょう               | 1994年8月1日（一）      | 日吉町一丁目の全部                                                 |            |
| 平代町               | ひらだいちょう             | 1994年8月1日            | 平代町の全部                                                       |            |
| 文園町               | ふみぞのちょう             | 1994年8月1日            | 文園町の全部                                                       |            |
| 紅屋町               | べにやちょう               | 1994年8月1日            | 紅屋町の全部                                                       |            |
| 北斗町               | ほくとちょう               | 1993年10月4日           | 北斗町の全部                                                       |            |
| 本町一・二丁目       | ほんまち                   | 1993年10月4日           | 本町一・二丁目の全部                                               |            |
| 松下町               | まつしたちょう             | 1996年8月5日            | 松下町の全部                                                       |            |
| 松町                 | まつまち                   | 1993年10月4日           | 松町の全部                                                         |            |
| 緑町                 | みどりまち                 | 1994年8月1日            | 緑町の全部                                                         |            |
| 南寺方北通一・二丁目 | みなみてらかたきたどおり   | 1996年8月5日            | 南寺方北通一・二丁目の全部                                         |            |
| 南寺方中通一〜三丁目 | みなみてらかたなかどおり   | 1996年8月5日            | 南寺方中通一〜三丁目の全部                                         |            |
| 南寺方東通一〜六丁目 | みなみてらかたひがしどおり | 1996年8月5日            | 南寺方東通一〜六丁目の全部                                         |            |
| 南寺方南通一〜三丁目 | みなみてらかたみなみどおり | 1996年8月5日            | 南寺方南通一〜三丁目の全部                                         |            |
| 桃町                 | ももまち                   | 1993年10月4日           | 桃町の全部                                                         |            |
| 八雲北町一〜三丁目   | やぐもきたまち             | 1992年8月17日（三）     | 八雲北町三丁目の全部                                               |            |
| 八雲北町一〜三丁目   | やぐもきたまち             | 1993年10月4日（一・二） | 八雲北町一・二丁目の全部                                           |            |
| 八雲中町一〜三丁目   | やぐもなかまち             | 1992年8月17日（二・三） | 八雲中町二・三丁目の全部                                           |            |
| 八雲中町一〜三丁目   | やぐもなかまち             | 1993年10月4日（一）     | 八雲中町一丁目の全部                                               |            |
| 八雲西町一〜四丁目   | やぐもにしまち             | 1992年8月17日（二・四） | 八雲西町二・四丁目の全部                                           |            |
| 八雲西町一〜四丁目   | やぐもにしまち             | 1993年10月4日（一・三） | 八雲西町一・三丁目の全部                                           |            |
| 八雲東町一・二丁目   | やぐもひがしまち           | 1992年8月17日           | 八雲東町一・二丁目の全部                                           |            |
| 八島町               | やしまちょう               | 1993年10月4日           | 八島町、外島町の各一部                                             |            |
| 淀江町               | よどえちょう               | 1992年8月17日           | 淀江町の全部                                                       |            |
| 来迎町               | らいこうちょう             | 1993年10月4日           | 来迎町の全部                                                       |            |

## 地名の変遷
括弧内は大字の場合は旧自治体名、数字の場合は成立日もしくは廃止・変更日、町名の場合は旧町名である。

### 成立当初の地名
同市は1946年11月1日、北河内郡守口町と三郷町が対等合併することによって成立した。
成立当時は合併前の各町の大字・町名を継承した以下の大字・町名が編成されていた。
 旧守口町 
- 守口（1951年廃止）
- 守口旧狼島（成立年未詳、守口より分立か。1939年廃止）
- 土居（1951年廃止）

町制時代は以上の3大字が編成されていたが、1939年に区画整理による町名設置が実施され、以下の町名が設置された。以下旧大字別に列挙する。
 守口 
北斗町、日光町、京阪北本通、西出町、浜町、暁町、日向町、神木町、竜田通、梅園町、松月町、桜町、河原町、寺内町、春日町、大門町、長池町、小春町、早苗町、祝町、本町、金下町2丁目、日吉町2丁目、豊秀町2丁目、京阪本通1 - 2丁目、松町、梅町、桃町、竹町
※うち西出町、浜町、竜田通、寺内町、本町は1949年に廃止。
 守口旧狼島 
金下町2丁目、日吉町2丁目、豊秀町2丁目、京阪本通2丁目、松町、梅町、桃町、竹町
 土居 
寺内町、春日町、大門町、長池町、小春町、梅園町、紅屋町、寿町、文園町、平代町、早苗町、祝町、金下町1 - 2丁目、日吉町1 - 2丁目、豊秀町1 - 2丁目、京阪本通1 - 2丁目
※うち寺内町は1949年に廃止。
 旧三郷町 
- 西橋波（1974年廃止）
- 東橋波（1974年廃止）
- 高瀬旧大枝
- 高瀬旧世木
- 高瀬旧馬場
- 寺方旧北寺方（1974年廃止）
- 寺方旧南寺方（1974年廃止）
- 東光園（1938年、西橋波・高瀬旧大枝の各一部より成立、1950年廃止）

### 町名の設置
市制から現在までに以下の町名が設置されている。以下年別に列挙する。旧庭窪町域の町名設置については#庭窪町の編入を参照のこと。
- 西郷通1 - 4丁目（昭和20年代、直前不明）
- 東郷通1 - 3丁目（昭和20年代、直前不明）
- 滝井元町1 - 3丁目（1948年、土居・梅園町・長池町・大門町）
- 滝井西町1 - 3丁目（1948年、土居・守口）
- 土居町（1948年、平代町・文園町・土居）
- 寺内町1 - 2丁目（1949年、寺内町・守口・土居・早苗町・河原町）
- 来迎町（1949年、守口・桜町）
- 竹割町（1949年、守口、廃止年未詳[1]）
- 八島町（1949年、守口・京阪北本通・日光町）
- 外島町（1949年、守口）
- 竜田通1 - 2丁目（1949年、竜田通・守口・京阪北本通・西出町・浜町・桜町）
- 浜町1 - 2丁目（1949年、浜町・守口・西出町）
- 本町1 - 2丁目（1949年、本町・守口・金下町2丁目・豊秀町2丁目）
- 緑町（1949年、土居）
- 菊水通1 - 4丁目（1949年、東橋波・西橋波）
- 橋波東之町1 - 4丁目（1949年、東橋波・西橋波）
- 橋波西之町1 - 4丁目（1949年、東橋波・西橋波）
- 大枝東町（1950年、高瀬旧大枝）
- 大枝西町（1950年、高瀬旧世木・高瀬旧大枝・高瀬旧馬場）
- 大枝南町（1950年、高瀬旧大枝）
- 大枝北町（1950年、高瀬旧大枝）
- 東光町1 - 3丁目（1950年、東光園・高瀬旧大枝・西郷通1 - 3丁目）
- 高瀬町1 - 5丁目（1951年、高瀬旧世木・高瀬旧大枝・高瀬旧馬場・寺方旧南寺方・寺方旧北寺方）
- 馬場町1 - 3丁目（1951年、高瀬旧馬場・高瀬旧世木・守口・土居・小春町・長池町・高瀬旧大枝）
- 松下町（1951年、高瀬旧大枝・高瀬旧馬場・高瀬旧世木・寺方旧南寺方・寺方旧北寺方）
- 南寺方北通1 - 2丁目（1951年、寺方旧南寺方・寺方旧北寺方・高瀬旧世木・高瀬旧馬場）
- 南寺方中通1 - 3丁目（1951年、寺方旧南寺方・寺方旧北寺方・高瀬旧世木・高瀬旧馬場）
- 南寺方南通1 - 3丁目（1951年、高瀬旧大枝・高瀬旧馬場・高瀬旧世木・寺方旧南寺方）
- 南寺方東通1 - 6丁目（1966年、寺方旧南寺方・寺方旧北寺方・高瀬旧世木・高瀬旧馬場・高瀬旧大枝・南寺方南通3丁目・南寺方北通3丁目、成立時は1 - 3丁目を編成、4 - 6丁目は1968年成立）
- 寺方本通1 - 4丁目（1972年、寺方旧北寺方・寺方旧南寺方・高瀬旧大枝）
- 寺方元町1 - 4丁目（1972年、寺方旧北寺方・寺方旧南寺方・高瀬旧大枝）
- 寺方錦通1 - 4丁目（1972年、寺方旧北寺方・寺方旧南寺方・高瀬旧大枝）

### 庭窪町の編入
1957年、市内に北河内郡庭窪町が編入され、同町の大字を継承した以下の大字を編成した。編入当時の大字を以下に列挙する。
- 八雲旧下島（1967年廃止）
- 八雲旧南十番（1967年廃止）
- 八雲旧八番（1967年廃止）
- 八雲旧北十番（1967年廃止）
- 八雲南（1938年、八雲旧南十番・八雲旧下島・八雲旧北十番の各一部より成立、1967年廃止）
- 大庭七番（1968年廃止）
- 大庭（1943年、佐太旧大庭五番・佐太旧大庭六番・大庭七番・八雲旧八番・八雲旧下島の各一部より成立、1967年廃止）
- 大日（1968年廃止）
- 大日旧大庭三番（1968年廃止）
- 大日旧大庭四番（1968年廃止）
- 大日旧大庭六番（1968年廃止）
- 佐太（1968年廃止）
- 佐太旧大庭一番（1968年廃止）
- 佐太旧大庭二番（1968年廃止）
- 佐太旧大庭五番（1968年廃止）
- 梶（1968年廃止）
- 北（1967年廃止）
- 東（1967年廃止）
- 藤田（1965年廃止）
- 金田（1967年廃止）

編入から間もなくして旧町域でも町名の設置が行われている。現在までに設置された町名を以下に記す。
- 藤田桜通（1957年、藤田・北・東、1965年廃止）
- 藤田大蔵通（1957年、藤田・北・東・梶、1965年廃止）
- 藤田小金通（1957年、藤田・北・東・梶、1967年廃止）
- 藤田東中央通（1957年、東・北・藤田、1967年廃止）
- 藤田東通（1957年、藤田・北・東、1965年廃止）
- 藤田天社通（1957年、藤田・北・東、1965年廃止）
- 藤田上沖通（1957年、藤田・北・東・梶、1965年廃止）
- 藤田下沖通（1957年、藤田・北・東・金田、1965年廃止）
- 藤田大園通（1957年、藤田・北・東・梶・金田、1965年廃止）
- 藤田西中央通（1957年、藤田・北・東・梶・金田、1965年廃止）
- 藤田弥治衛門通（1957年、藤田・北・東・梶・金田、1965年廃止）
- 藤田浮田通（1957年、北・東、1965年廃止）
- 藤田福道通（1957年、北・東、1965年廃止）
- 佐太中町1 - 7丁目（1964年、佐太旧大庭五番・佐太旧大庭一番・佐太旧大庭二番・金田・大日旧大庭三番・大日旧大庭四番・大日旧大庭六番・佐太、成立時は4 - 7丁目を編成、1968年に1 - 3丁目を新設）
- 佐太西町1 - 2丁目（1964年、佐太旧大庭一番・佐太旧大庭二番・佐太旧大庭五番・大日旧大庭四番・大日旧大庭六番、成立時は2丁目のみ編成、1968年に1丁目を新設）
- 佐太東町1 - 2丁目（1964年、佐太旧大庭二番・佐太旧大庭一番・大日旧大庭六番・梶・佐太旧大庭五番・大日旧大庭三番・大日旧大庭四番、成立時は2丁目のみ編成、1965年に1丁目を新設）
- 金田町1 - 6丁目（1964年、金田・梶・北・佐太旧大庭二番・大日旧大庭四番・佐太旧大庭一番・東・佐太旧大庭五番・大日旧大庭六番・大日旧大庭三番、成立時は2 - 6丁目を編成、1968年に1丁目を新設）
- 梶町1 - 4丁目（1965年、梶・北・金田・東・佐太旧大庭一番・大日旧大庭四番・大日旧大庭六番・藤田上沖通・藤田西中央通・藤田下沖通・藤田大園通）
- 大久保町1 - 5丁目（1965年、梶・北・金田・東・藤田浮田通）
- 藤田町1 - 6丁目（1965年、藤田福道通・藤田弥治衛門通・藤田東通・藤田浮田通・藤田天社通・藤田桜通・藤田大蔵通・藤田・藤田東中央通・藤田上沖通・藤田下沖通・藤田西中央通・藤田大園通・藤田小金通・北・東・梶）
- 下島町（1966年、八雲旧下島・八雲旧北十番・八雲旧南十番）
- 新橋寺町（1966年、八雲旧南十番）
- 八雲北町1 - 3丁目（1966年、八雲旧下島・八雲旧八番・八雲旧北十番・大庭七番）
- 八雲中町1 - 3丁目（1966年、八雲旧下島・八雲旧八番・八雲旧北十番・八雲旧南十番・八雲南・浜町2丁目・大庭七番）
- 八雲西町1 - 4丁目（1966年、八雲旧下島・八雲旧八番・八雲旧北十番・八雲旧南十番）
- 淀江町（1967年、八雲旧下島・八雲旧八番・八雲旧北十番・八雲旧南十番・大日旧大庭三番・佐太旧大庭五番・大日旧大庭六番・大庭七番）
- 八雲東町1 - 2丁目（1967年、八雲南・八雲旧下島・八雲旧八番・八雲旧北十番・八雲旧南十番・大日旧大庭四番・大日旧大庭六番・佐太旧大庭五番・大庭七番・大日旧大庭三番）
- 大庭町1 - 2丁目（1967年、大庭・八雲旧下島・八雲旧八番・大庭七番・佐太旧大庭五番・大日・大日旧大庭六番）
- 大日町1 - 4丁目（1967年、大日旧大庭三番・佐太旧大庭五番・大日旧大庭六番・大庭七番・大日・大日旧大庭四番、成立時は1丁目のみ編成、1968年に2 - 4丁目を新設）
- 東町1 - 2丁目（1967年、東・北・金田・藤田東中央通・藤田小金通）
- 大日東町（1968年、梶・大日旧大庭三番・大日旧大庭四番・大日旧大庭六番・大庭七番）

## 参考資料
- 角川日本地名大辞典 27 大阪府（1983年、角川書店）

## 補足
1. ↑  『角川日本地名大辞典 27 大阪府』729p

## 関連リンク
- 守口市ホームページ